# علی بابایی کارنامی
علی بابایی کارنامی (زاده ۱۳۵۱) سیاست‌مدار ایرانی و نمایندهٔ دورهٔ یازدهم و دوره دوازدهم مجلس شورای اسلامی از حوزهٔ انتخابیهٔ ساری و میاندورود است.
مدرک تحصیلی: دکترای اقتصاد بین‌الملل است.
ایشان در حال حاضر رئیس کمیسیون اجتماعی دوازدهمین دوره مجلس شورای اسلامی می‌باشد.
در مجلس یازدهم وی نایب رئیس اول کمیسیون اجتماعی و رئیس فراکسیون کارگری بوده اس است. مدیرکل تعاون، کار و رفاه اجتماعی مازندران، مشاور وزیر کار، معاون سیاسی، امنیتی و اجتماعی فرمانداری ساری، بخشدار چهاردانگه و دیگر مسئولیت ها در سوابق وی دیده می شود.
آدرس دفتر ارتباط مردمی: مازندران - شهرستان ساری - سعدی - جنب پارک آزادگان - دفتر ارتباط مردمی  علی بابایی کارنامی 
رئیس دفتر: سید عباس حسینی